# Reol (cantante)
Reol (れをる Reoru?) (Prefectura de Nagano, 9 de noviembre de 1993) es una cantante, compositora y productora japonesa. Fue miembro del grupo de J-pop REOL y trabaja actualmente con la discográfica Sony Music como solista. Empezó creando y publicando música en Nico Nico Douga y YouTube en 2012.

## Carrera

### 2012 a 2017: inicio de carrera yNo Title+
En 2012, Reol empezó a subir covers de canciones y canciones originales a los sitios Nico Nico Douga y YouTube. El 17 de agosto de 2014 Reol co-publicó el álbum titulado 'No Title+' con el arreglista GigaP, la directora de vídeo Okiku, y el productor de arte Key, bajo el nombre de grupo Anyosupenyosuyaya. Las voces del álbum pertenecen a cantantes virtuales Vocaloid como Hatsune Miku, GUMI y Megurine Luka, el álbum fue lanzado por la discográfica Celo Project. Desde entonces, Reol ha publicado una versión con ella como voz, llamado 'No Title-'.
El 29 de julio de 2015, Reol lanzó su primer álbum independiente titulado 'Gokusaishiki', que llegó a los mejores 10 en el Ranking Oricon Albums. Más tarde, Reol, junto con GigaP y Okiku, firmaron con Toy's Factory bajo el nombre REOL. El 18 de agosto, REOL hizo su primera aparición pública en el vídeo musical de su sencillo "Give Me a Break Stop Now". Lanzaron su primer álbum de estudio titulado  'Sigma' el 19 de octubre de 2016, el cual alcanzó el número 8 en el ranking semanal Oricon Albums.
El 11 de octubre de 2017, REOL lanzó Endless EP antes de anunciar su separación. El EP incluye su sencillo LUVORATORRRRRY!. El vídeo musical para la canción ha superado las 37 millones de vistas en YouTube.

### 2018 a la actualidad: Debut de Solista
En enero de 2018, Reol firmó con Victor Entertainment. El 5 de marzo, publicó un vídeo musical para la canción titulada エンド como el sencillo para su primer EP de solista. Reol lanzó su primer EP titulado 'Kyokoushu' el 14 de marzo.
Reol lanzó los sencillos Saisaki y Sairen en julio y agosto respectivamente, antes del anuncio de su primer álbum de estudio 'Jijitsujo' ('事実上'). 'Jijitsujo' fue lanzado el 17 de octubre, y publicó un vídeo musical para su tercer sencillo Gekihaku el 19 de diciembre. Reol apareció como invitada en el álbum Silent Planet:Infinity de TeddyLoid cantando la canción Winners. Más tarde, Reol realizó su primera gira denominada MADE IN FACTION por Japón y China.
En 2019, lanzó el EP Bunmei el 20 de marzo y los videos musicales Utena y Lost Paradise respectivamente. Realizó su segunda gira por Japón, llamada Reol Secret Live. Phanto(me) fue lanzado como single el 24 de julio. El 22 de enero de 2020 Reol lanzó su segundo álbum Kinjitou (金字塔). El álbum tiene un total de 11 canciones e incluye los sencillos Phanto(me), HYPE MODE y 1LDK.
El 27 de septiembre de 2020,fue la primera artista femenina japonesa elegida como Artist on the Rise de Youtube. El 29 de julio se lanzó el video musical de The Sixth Sense (第六感), una canción promocional para  Boat Race 2020, que también contó con el grupo Tokyo Gegegay, quien también cantó en la versión de Youtube. El 4 de noviembre, lanzó el video musical titulado Q?, en colaboración con GigaP.
En el año 2022 pasó a formar parte de la discográfica Sony Music, estrenándose con la canción Naked (赤裸裸). El 28 de Octubre de ese mismo año, hace SCORPION, canción en colaboración con Riot Games One y VALORANT.
En el año 2023 saca el álbum BLACK BOX, seguido de una gira tanto por Japón como por Asia y consigue actuar por primera vez en el canal de Youtube THE FIRST TAKE con THE SIXTH SENSE (第六感)  y Edge (切っ先) 
En el año 2024, el 17 de agosto, celebra el décimo aniversario de No Title con su primer concierto en el Nippon Budokan de Tokio.

## Discografía
Álbumes de estudio
- Gokusaishiki (2015)
- No Title- (2016)
- Jijitsujo (事実上) (2018)
- Kinjitou (金字塔) (2020)
- BLACK BOX (2023)

Extended Plays
- Bunmei (文明) (2019)
- Edge (切っ先) (2023)
- Hidden Blues (秘色録) (2024)

RΞOL
- Sigma (2016)
- Endless EP (2017)

Anyosupenyosuyaya
- No Title+ (2014)

Singles digitales
- Heimenkyou (平面鏡) (2018)
- Saisaki (サイサキ) (2018)
- SAIREN (2018)
- Lost Paradise (失楽園) (2019)
- Phanto(me) (ゆーれいずみー) (2019)
- HYPE MODE (2019)
- 1LDK (2020)
- THE SIXTH SENSE (第六感) (2020)
- Q? (Segundo ending de Digimon Adventure (2020)) (2020)
- White Midnight (白夜) (Tema principal de Alchemy Stars) (2021)
- Boy (2021)
- Naked (赤裸裸) (2022)
- Agitate (煽げや尊し) (2022)
- No Title - Seaside Remix (2022)
- SCORPION (2022)
- Glitter (綺羅綺羅) (2023)
- WANT U LUV IT (感情御中) (2024)
- DEAR (ディア) (2024)
- ULTRA C (2024)

Mini Álbum
- Kyokoshu (虚構集) (2018)
- THE SIXTH SENSE (第六感) (2021)

Video Albums
- Reol Japan Tour 2020 A Great Order of Hameln -Interlinked- (Reol LIVE 2019-2020 ハーメルンの大号令 / 侵攻アップグレード) (2020)
- UNBOX- Reol Oneman Live BLACK BOX Tour (2024)

Singles físicos
- COLORED DISC (2022)

THE FIRST TAKE
- THE SIXTH SENSE (第六感) (2023)
- Edge (切っ先) (2023)